# Логовино (Порховский район)
Логовино — деревня в центральной части Порховского района Псковской области. Является административным центром сельского поселения «Логовинская волость».
Расположена в 14 км к юго-востоку от города Порхов.

## Население
Численность населения составляет 459 жителей (2000 год).